# Fischbach-Göslikon
Fischbach-Göslikon é uma comuna da Suíça, no Cantão Argóvia, com cerca de 1.321 habitantes. Estende-se por uma área de 3,07 km², de densidade populacional de 430 hab/km². Confina com as seguintes comunas: Bremgarten, Eggenwil, Künten, Niederwil, Wohlen.
A língua oficial nesta comuna é o Alemão.